# Unione Sportiva Ravenna 1983-1984
Questa pagina raccoglie le informazioni riguardanti l'Unione Sportiva Ravenna nelle competizioni ufficiali della stagione 1983-1984.

## Stagione
Nella stagione 1983-1984 il Ravenna ha disputato il girone C della Serie C2, piazzandosi al sedicesimo posto in classifica con 29 punti e retrocedendo nel campionato Interregionale con Elpidiense ed Osimana. Il torneo è stato vinto con 45 punti dallo Jesi che ha ottenuto la promozione in Serie C1, con il Monopoli secondo classificato con 44 punti. Un finale di campionato molto negativo, che ha visto retrocedere il Ravenna nel campionato Interregionale, con un punto in meno rispetto al Cesenatico. Si è rivelato inutile l'avvicendamento del tecnico Vasco Tagliavini con Giovanni Ragazzini, ai fini del mantenimento della categoria. Miglior marcatore di questa stagione giallorossa è stato Francesco Cini ritornato al Ravenna, con 8 reti di cui una rete in Coppa Italia e sette in campionato. Nella Coppa Italia di Serie C il Ravenna disputa il girone I di qualificazione, chiuso con una sola sconfitta ma al terzo posto, che promuove il Cesenatico ai sedicesimi di finale.

## Rosa
| N. |                   | Ruolo | Calciatore        |
| -- | ----------------- | ----- | ----------------- |
|    | Italia (bandiera) | D     | Giuseppe Accardi  |
|    | Italia (bandiera) | A     | Andrea Baioni     |
|    | Italia (bandiera) | C     | Gianluca Baldini  |
|    | Italia (bandiera) | P     | Sergio Cannarozzi |
|    | Italia (bandiera) | C     | Lorenzo Cascella  |
|    | Italia (bandiera) | A     | Francesco Cini    |
|    | Italia (bandiera) | D     | Enzo Concina      |
|    | Italia (bandiera) | C     | Arrigo Dolso      |
|    | Italia (bandiera) | A     | Paolo Dri         |

| N. |                   | Ruolo | Calciatore            |
| -- | ----------------- | ----- | --------------------- |
|    | Italia (bandiera) | C     | Davide Farabegoli     |
|    | Italia (bandiera) | D     | Mario Feroleto        |
|    | Italia (bandiera) | C     | Marco Losio           |
|    | Italia (bandiera) | C     | Claudio Niro          |
|    | Italia (bandiera) | A     | Gianluigi Picco       |
|    | Italia (bandiera) | C     | Alessandro Onofri     |
|    | Italia (bandiera) | C     | Piergiorgio Sacchetti |
|    | Italia (bandiera) | D     | Francesco Scorsa      |
|    | Italia (bandiera) | C     | Maurizio Vio          |

## Risultati

### Campionato

#### Girone di andata
| Arbitro: | Fassari (Catania) |

|                      |           |                        |
| Picco 29’ Onofri 83’ | Marcatori | 57’ Santin 72’ Asnicar |

| Arbitro: | Strada (Abbiategrasso) |

|                                              |           |  |
| Tomba 4’, 88’ Canzanese 56’ (rig.) Bruni 70’ | Marcatori |  |

| Arbitro: | Frattin (Castelfranco Veneto) |

|                               |           |  |
| Dri 30’, 71’ Cini 54’ Accardi | Marcatori |  |

| Cattolica 9 ottobre 1983 4ª giornata | Cattolica        | 0 – 0 | Ravenna | Stadio Comunale\| Arbitro: \| Cesca (Latisana) \| |
| Arbitro:                             | Cesca (Latisana) |       |         |                                                   |

| Arbitro: | Carrubba (Siracusa) |

|             |           |               |
| Baldini 74’ | Marcatori | 83’ Codeluppi |

| Arbitro: | Tarallo (Como) |

|            |           |  |
| Farina 85’ | Marcatori |  |

| Arbitro: | Mazzetti (Firenze) |

|                                             |           |  |
| Ruffelli 25’ Cascella 39’ (aut.) Apuzzo 41’ | Marcatori |  |

| Arbitro: | Agnelli (Siena) |

|         |           |               |
| Vio 53’ | Marcatori | 16’ Missiroli |

| Arbitro: | Giacomotti (Voghera) |

|             |           |               |
| Accardi 38’ | Marcatori | 65’ Guadalupi |

| Potenza 20 novembre 1983 10ª giornata | Potenza              | 0 – 0 | Ravenna | Stadio Alfredo Viviani\| Arbitro: \| Ingargiola (Marsala) \| |
| Arbitro:                              | Ingargiola (Marsala) |       |         |                                                              |

| Ravenna 27 novembre 1983 11ª giornata | Ravenna        | 0 – 0 | Osimana | Stadio Bruno Benelli\| Arbitro: \| Pesce (Napoli) \| |
| Arbitro:                              | Pesce (Napoli) |       |         |                                                      |

| Arbitro: | Tarantola (Genova) |

|                 |           |                         |
| Babbi 1’ (rig.) | Marcatori | 74’ Cascella 83’ Baioni |

| Arbitro: | Padovan (Gorizia) |

|                     |           |             |
| Baldini 72’ Dri 90’ | Marcatori | 50’ Buffone |

| Arbitro: | Grechi (Milano) |

|                      |           |  |
| Lanci 63’ Totaro 80’ | Marcatori |  |

| Arbitro: | Acri (Novi Ligure) |

|                      |           |                     |
| Baldini 10’ Cini 59’ | Marcatori | 36’ (rig.) Biscotto |

| Arbitro: | Frusciante (Como) |

|                    |           |            |
| Piattella 11’, 73’ | Marcatori | 62’ Baioni |

| Arbitro: | Zambelli (Brescia) |

|            |           |  |
| Onofri 51’ | Marcatori |  |

#### Girone di ritorno
| Arbitro: | Frattin (Castelfranco Veneto) |

|             |           |  |
| Badiani 17’ | Marcatori |  |

| Arbitro: | Ingargiola (Marsala) |

|         |           |                  |
| Dri 16’ | Marcatori | 62’ (rig.) Cerri |

| Arbitro: | Cazzamalli (Milano) |

|                                                           |           |  |
| Biasibetti 1’ Pellegrini 3’ Pettinicchio 20’ Molinari 64’ | Marcatori |  |

| Ravenna 19 febbraio 1984 21ª giornata | Ravenna          | 0 – 0 | Cattolica | Stadio Bruno Benelli\| Arbitro: \| De Luca (Napoli) \| |
| Arbitro:                              | De Luca (Napoli) |       |           |                                                        |

| Arbitro: | Tonon (Conegliano) |

|  |           |                  |
|  | Marcatori | 70’, 90’ Baldini |

| Arbitro: | Nicoletti (Agropoli) |

|  |           |                     |
|  | Marcatori | 63’ (aut.) Feroleto |

| Ravenna 11 marzo 1984 24ª giornata | Ravenna           | 0 – 0 | Matera | Stadio Bruno Benelli\| Arbitro: \| Pozzati (Alghero) \| |
| Arbitro:                           | Pozzati (Alghero) |       |        |                                                         |

| Arbitro: | Zambelli (Brescia) |

|                            |           |                  |
| Bellagamba 33’, 88’ (rig.) | Marcatori | 16’ Cini 86’ Vio |

| Arbitro: | Lasala (Roma) |

|                             |           |  |
| Cappellaccio 11’ Alampi 77’ | Marcatori |  |

| Ravenna 8 aprile 1984 27ª giornata | Ravenna               | 0 – 0 | Potenza | Stadio Bruno Benelli\| Arbitro: \| Della Rovere (Torino) \| |
| Arbitro:                           | Della Rovere (Torino) |       |         |                                                             |

| Osimo 15 aprile 1984 28ª giornata | Osimana           | 0 – 0 | Ravenna | Stadio Diana\| Arbitro: \| Mellino (Crotone) \| |
| Arbitro:                          | Mellino (Crotone) |       |         |                                                 |

| Arbitro: | Pomentale (Bologna) |

|           |           |                |
| Dolso 53’ | Marcatori | 68’ (aut.) Dri |

| Arbitro: | De Santis (Treviso) |

|                                  |           |          |
| Buffone 10’ (rig.) Giuffrida 41’ | Marcatori | 44’ Cini |

| Arbitro: | Basile (Siracusa) |

|               |           |             |
| Cini 33’, 37’ | Marcatori | 41’ Mariano |

| Arbitro: | Novi (Pisa) |

|                     |           |  |
| Biscotto 35’ (rig.) | Marcatori |  |

| Arbitro: | Laricchia (Bari) |

|                    |           |                            |
| Accardi 83’ (rig.) | Marcatori | 26’ Pagliari 63’ Cicchella |

| Arbitro: | Fiorenza (Siena) |

|           |           |          |
| Polci 35’ | Marcatori | 19’ Cini |

### Coppa Italia

#### Girone I
| Arbitro: | Moschet (Conegliano) |

|            |           |                      |
| Grassi 49’ | Marcatori | 1’ Cascella 61’ Cini |

| Arbitro: | De Santis (Treviso) |

|  |           |               |
|  | Marcatori | 71’ Marchetti |

| Cesenatico 28 agosto 1983 3ª giornata | Cesenatico         | 0 – 0 | Ravenna | Stadio Alfiero Moretti\| Arbitro: \| Felicani (Bologna) \| |
| Arbitro:                              | Felicani (Bologna) |       |         |                                                            |

| Arbitro: | Gava (Conegliano) |

|                  |           |            |
| Picco 45’ (rig.) | Marcatori | 67’ Grassi |

| Arbitro: | Schiavon (Padova) |

|               |           |              |
| Marchetti 67’ | Marcatori | 21’ Cascella |

| Arbitro: | Bruschini (Firenze) |

|                      |           |                       |
| Picco 6’ (rig.), 54’ | Marcatori | 61’, 73’ (rig.) Babbi |